# Kościół Saint Jacques du Haut Pas w Paryżu
Kościół Saint Jacques du Haut Pas w Paryżu – siedemnastowieczny kościół katolicki na lewym brzegu Sekwany w piątej dzielnicy Paryża na ulicy Saint-Jacques 252. 

## Historia
Teren, na którym znajduje się kościół, od 1180 r. należał do Braci Szpitalników z Alto Pascio (którą to nazwę tłumaczono na francuski jako Haut Pas). Za ich sprawą na miejscu dzisiejszej świątyni znajdowała się kaplica, jedno z popularniejszych miejsc modłów dla mieszkańców Przedmieścia Św. Jakuba. 
W 1572 r., za sprawą Katarzyny Medycejskiej Szpitalników zastąpili benedyktyni, wcześniej zmuszeni do opuszczenia klasztoru przy ul. Saint Denis. Benedyktyni zajęli się również rozbudową obiektów sakralnych wobec faktu, że dotychczasowe nie wystarczały potrzebom wiernych. Początkowo patronem kościoła miał zostać św. Magloire, normandzki pustelnik, którego relikwie trafiły do kościoła jeszcze za czasów Szpitalników. Pierwszy kościół został pośpiesznie postawiony w 1584 r., jednak wkrótce i on nie wystarczał na potrzeby szybko rozrastającej się dzielnicy.

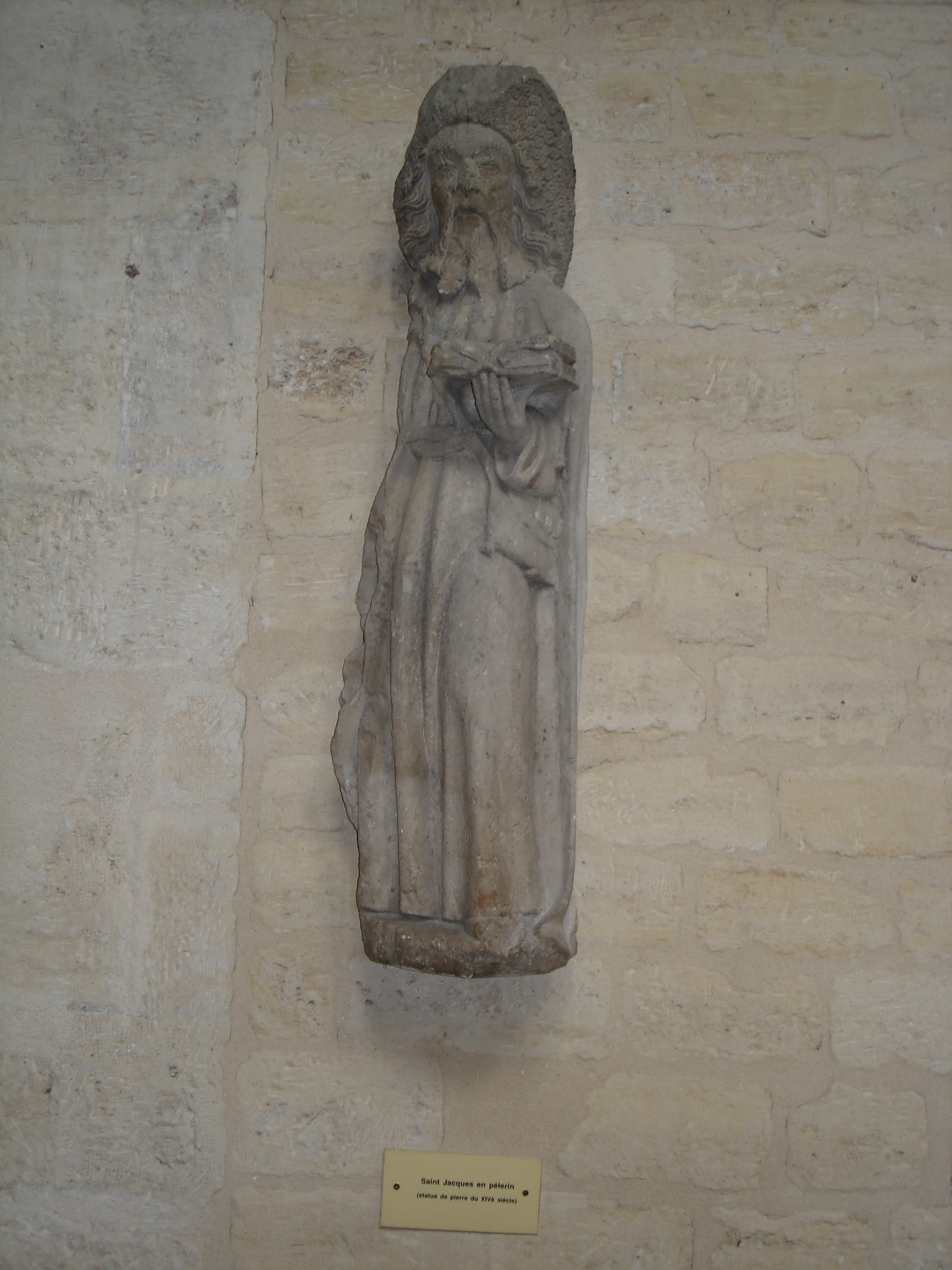
Czternastowieczna rzeźba św. Jakuba na ścianie kościoła

W 1620 r. benedyktyni musieli ustąpić obiekt oratorianom, którzy założyli na terenie klasztoru seminarium duchowne. Dzięki pomocy finansowej Gastona Orleańskiego, brata Ludwika XIII, udało się rozpocząć prace nad nową budowlą. Pieniądze jednak szybko się skończyły, a biedni mieszkańcy dzielnicy nie byli w stanie finansować dalszych prac. Obiekt mógł zostać zakończony tylko dzięki dotacji paryskiego parlamentu, który też zdecydował o nadaniu mu imienia świętych Jakuba Młodszego oraz Filipa.  
Jeszcze w XVII w. kościół stał się silnym ośrodkiem jansenizmu, został w nim pochowany m.in. jeden z jego przywódców Jean Duvergier de Hauranne oraz wielka protektorka jansenisów Anna Genowefa de Bourbon-Condé, księżna de Longueville. Była ona również inicjatorką rozbudowy obiektu w latach 70. XVII w. i sfinansowała projekt budynku sporządzony przez Daniela Gittarda, wsławionego projektem kościoła Saint-Sulpice. Jego plany nie zostały jednak zrealizowane; zamiast planowanych dwóch wież powstała tylko jedna. W 1685 r. dokonano ponownego otwarcia kościoła, chociaż nadal trwały prace przy kaplicach bocznych. 
W czasie Wielkiej Rewolucji Francuskiej kościół został początkowo zamknięty, następnie wciągnięty na listę kościołów dostępnych dla katolików w ramach dekretu o równości religii. W 1801 r. rozpoczęła się rekonstrukcja kościoła po zniszczeniach czasów rewolucyjnych. Przez cały XIX wiek w obiekcie trwały dalsze prace renowacyjne oraz rozbudowa.  

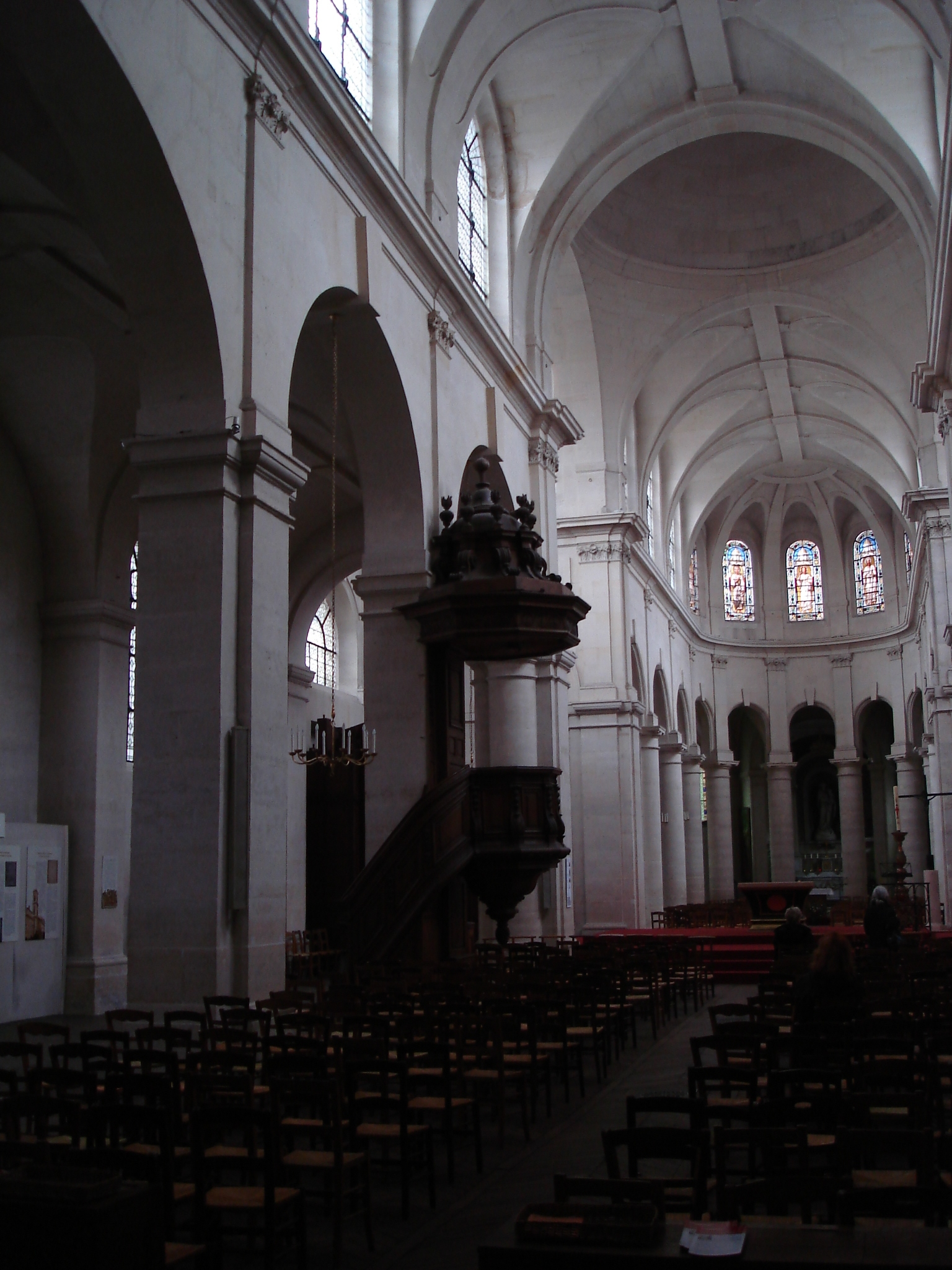
Wnętrze budynku

## Architektura

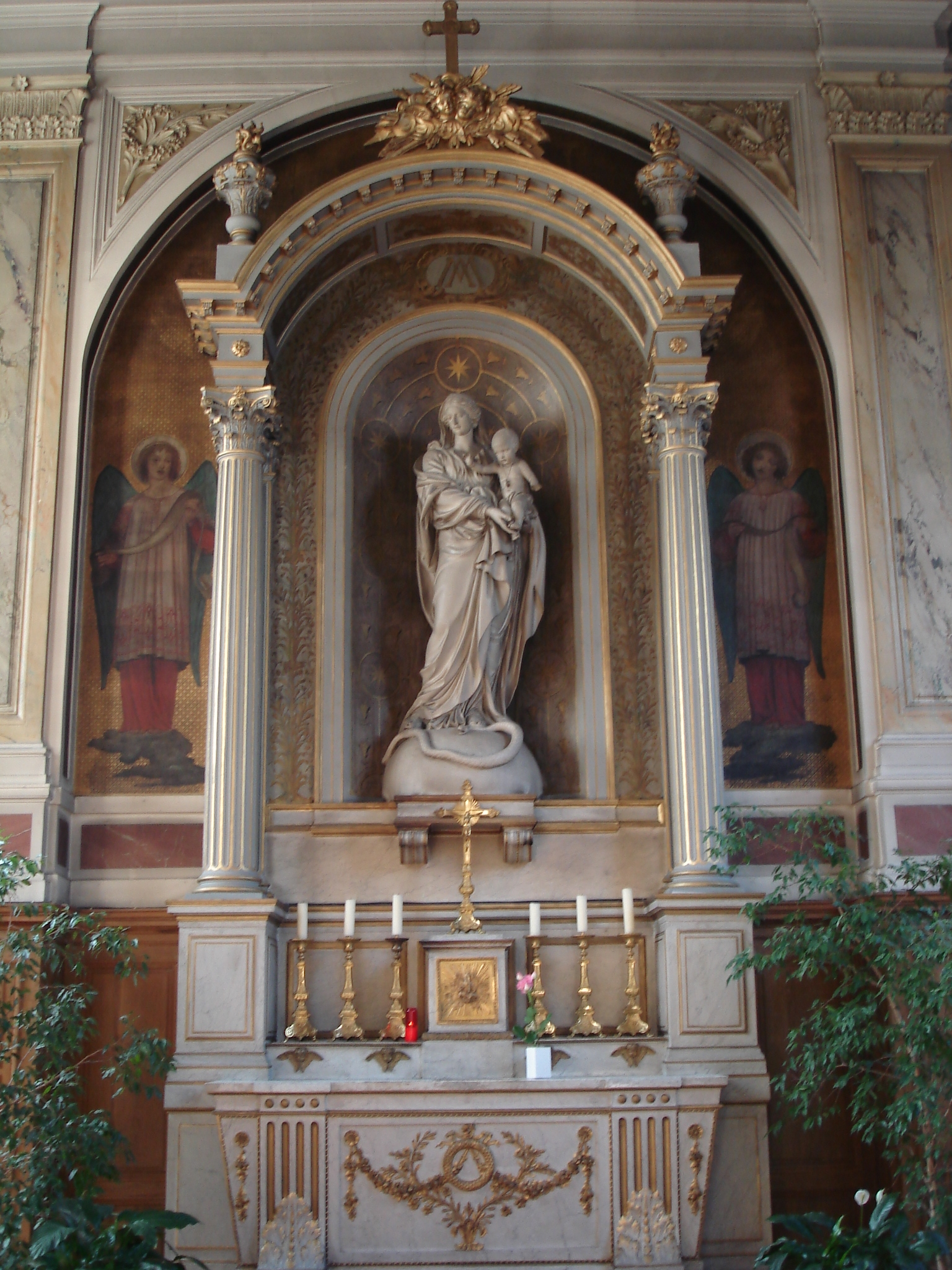
Barokowa rzeźba Maryi z Dzieciątkiem

Fasada kościoła jest skromna. Jedyna wybudowana wieża nie jest wykończona iglicą, jej okna (podobnie jak okna w całym kościele) mają kształt łuków półokrągłych. Wejście do obiektu dekoruje tympanon oraz rząd korynckich pilastrów. Ponad wejściem głównym i wejściami bocznym znajdują się odpowiednio małe i wielka rozeta. 
Wnętrze kościoła zostało ukształtowane w czasach jansenistów i nie posiada wielu elementów wnętrza. Wyjątkami są barokowa, drewniana ambona, elementy stolarki artystycznej oraz witraże. W XIX wieku kościół otrzymał nowy prospekt organowy.